# Burlesque (Film)
Burlesque ist ein US-amerikanischer Musikfilm aus dem Jahr 2010. Der Film kam am 6. Januar 2011 in die Kinos Deutschlands, Österreichs und der deutschsprachigen Schweiz. Im Jahr 2011 gewann er den Golden Globe Award für den „Besten Original Song“. Insgesamt spielte der Film in Nordamerika 39,4 Millionen und international 50,2 Millionen US-Dollar ein.

## Handlung
Ali Rose ist eine Kleinstadtkellnerin mit großem Gesangstalent. Um ihrer Perspektivlosigkeit zu entkommen, kündigt sie ihren Job und geht nach Los Angeles. Als sie zufälligerweise auf die Burlesque-Lounge, ein majestätisches, aber marodes Theater, stößt, findet sie dank Barkeeper Jack zunächst einen Job als Kellnerin. Ihr Wunsch, auf der Bühne zu stehen, stößt bei der Inhaberin Tess zunächst aber auf Ablehnung. Nach und nach gelingt es ihr jedoch, Tess von ihren tänzerischen Qualitäten zu überzeugen. Dank ihrer spektakulären Stimme, die erst durch eine Sabotageaktion einer zunehmend alkoholabhängigen Stammtänzerin auffällt (zuvor „sangen“ alle Tänzerinnen nur Playback), wird sie schließlich zum zentralen Star des Ensembles. Sie und Jack führen zunächst eine kurze Affäre, bis sich herausstellt, dass er sich nicht von seiner Freundin getrennt hat. Ali erfährt, dass der Club kurz vor dem Bankrott steht, und versucht mit allen Mitteln, Tess daran zu hindern, den Club zu verkaufen, was ihr auch gelingt. Am Ende sprechen sich Jack und Ali aus und werden wieder ein Paar. Der Film endet mit einem Song, den Jack für Ali geschrieben hat.

## Kritiken
- Laura Finzi schrieb auf CountryMusicNews.de: „Viel Tanz, viel Gesang, viel (halb-)nackte Haut – wenig Story. Ein Film für Fans von Christina Aguilera und Cher, mit als Krankenschwestern und Polizistinnen verkleideten Tänzerinnen hat „Burlesque“ allerdings nichts mit dem klassischen Burlesque gemein.“[4]

- Robert Zimmermann schrieb auf Critic.de: „So überwiegt am Ende die bräsige filmische Erzählung die zahlreichen furiosen Musicaleinlagen, und man verlässt das Kino mit dem Wunsch, dass irgendjemand mal die Shownummern ohne die Filmhandlung auf DVD herausbringen möge.“[5]

## Filmmusik
Die Liste zeigt die Musikstücke in der Abfolge im Film.
1. Something's Got A Hold On Me – Christina Aguilera
2. Welcome To Burlesque – Cher
3. Diamonds – Christina Aguilera
4. Long John Blues – Kristen Bell
5. Tough Lover – Christina Aguilera
6. But I Am A Good Girl – Christina Aguilera
7. A Guy Who Takes His Time – Christina Aguilera
8. Express – Christina Aguilera
9. That's Life – Alan Cumming
10. You Haven't Seen The Last Of Me – Cher
11. Bound To You – Christina Aguilera
12. Show Me How You Burlesque – Christina Aguilera
13. Beautiful people [Credits] – Christina Aguilera
14. Last of me - Cher

## Auszeichnungen
| Auszeichnungen                           | Auszeichnungen                | Auszeichnungen                                                                            | Auszeichnungen |
| Auszeichnung                             | Kategorie                     | Nominierung                                                                               | Ergebnis       |
| ---------------------------------------- | ----------------------------- | ----------------------------------------------------------------------------------------- | -------------- |
| Golden Globe Awards                      | Bester Original Song          | You Haven't Seen the Last of Me Diane Warren, interpretiert von Cher.                     | Gewonnen       |
| Golden Globe Awards                      | Bester Original Song          | Bound to You Christina Aguilera, Samuel Dixon, Sia, interpretiert von Christina Aguilera. | Nominiert      |
| Golden Globe Awards                      | Bester Film – Komödie/Musical |                                                                                           | Nominiert      |
| NewNowNext Awards                        | Best Future Feature           |                                                                                           | Gewonnen       |
| Satellite Awards                         | Bester Original Song          | You Haven't Seen the Last of Me Diane Warren, interpretiert von Cher.                     | Gewonnen       |
| Houston Film Critics Society Awards 2010 | Bester Original Song          | You Haven't Seen the Last of Me Diane Warren, interpretiert von Cher.                     | Nominiert      |
| Phoenix Film Critics Society Awards      | Bester Original Song          | You Haven't Seen the Last of Me Diane Warren, interpretiert von Cher.                     | Gewonnen       |
| Critics' Choice Awards                   | Bester Song                   | You Haven't Seen the Last of Me Diane Warren, interpretiert von Cher.                     | Nominiert      |